# 塩化カリウム
塩化カリウム（えんかカリウム、potassium chloride）は化学式 KCl で表されるカリウムの塩化物で、結晶格子は塩化ナトリウム型構造をとる。工業的には塩加、塩化加里、塩化カリ。食卓塩および食物に含まれるため日常的に摂取されている。

## 化学的性質・用途
水溶液中では電離してカリウムイオン (K+) と塩化物イオン (Cl-) になる。味は苦味を伴う塩味。水などの極性溶媒に対し吸熱的に溶解する。
KCl(s) → KCl(aq),  ΔsolnHº = 17.21 kJ mol-1
水酸化カリウムと共に、最も一般的なカリウム源として化学工業に用いられる。工業原料の他、農業資材としてカリウム肥料としても市販されている（単肥として売られるだけでなく、複合肥料の原料としてよく用いられる）。
赤外線領域での光線透過率が高く、塩化ナトリウムや臭化カリウムなどと共に赤外分光用の窓や試料の封止材としても使用される。
また水溶液中の電気伝導において陽イオンおよび陰イオンの輸率がほぼ等しいため液間電位が小さく、電気化学測定において塩橋の電解質、pH電極の内部液、電気伝導度測定の校正用標準液などに用いられる。

### 食用
古代から日本で作られている藻を燃やして作られる藻塩、アフリカの内陸部などで植物を燃やして得られる灰塩などに多く含まれる。
ナトリウムによる高血圧などの影響を軽減するために、塩化ナトリウムと混合して食用塩（減塩しお）に用いられることもある。ただし、塩化カリウム特有の苦味のため、塩化カリウムを混合できる割合は限られている。甘味料のソーマチンなどを加えると、苦みは軽減される。

### 肥料
硫酸カリウムとともに代表的なカリ肥料であり、硫酸カリウムより安価なため選択される機会が多い。吸湿性は保存や取り扱い面で不利であるが、一方で土壌に含まれるリン酸三石灰に作用して可溶性のリン酸三カリウムに変化させる役割を果たす。吸湿性の高さは不純物の塩化マグネシウムの多寡による。乱用すると石灰分が流亡するため、有機質肥料などを併用することがある。

### 化学原料
石鹸などの原料となる水酸化カリウムの製造に使用される。
{\displaystyle {\ce {2KCl + 2H2O -> 2KOH + H2 + Cl2}}}（電気分解）
石油や天然ガスを掘るときに出る掘削泥水に使用される。これは1980年ごろに開発された手法で、KClポリマー泥水と呼ばれる。カリウムイオンが粘土の膨潤と分散を抑制し、泥岩層の切削に優れた性質を示すことから塩化カリウムが使用される。

### 医学
カリウムイオンは体内で、ナトリウムと共に膜電位の形成に寄与している。通常の状態ではカリウムイオン濃度は細胞内で高く、体液（血液も含む）中では低くなるように維持されている。血液中のカリウムイオン濃度が低い状態では、低カリウム血症という倦怠感、脚のけいれん、脱力感といった症状を示すことがある。低カリウム血症の治療として静脈注射されるが、薬剤の規定量が決められており、腎疾患などがある場合は投与に慎重さを求められる。
入手が容易で確実に効果があることから、開発途上国でも取り揃えやすいように選定されているWHO必須医薬品モデル・リストの候補としても挙げられている。
腎疾患や高濃度の静脈内投与等により高カリウム血症を起こさない限りは安全だが、高カリウム血症となった場合は副作用として、吐き気、腹痛、消化性潰瘍疾患などを引き起こす。さらに血中に高濃度のカリウムが投与されると、不整脈から最悪の場合は心不全にいたり死亡することがある。
心臓手術
心臓手術では、高濃度の塩化カリウムを含んだ心筋保護液を　人工心肺に切り替えた後に、冠状動脈と冠状動脈洞に投与し、急速に弛緩性に心停止させる。術中に高カリウム血症となる場合があるが、利尿薬を投与したり、血液濾過法（DUF: Dilutional Ultrafiltration）を行って対処する。
死刑・安楽死・減胎手術
血液中のカリウムが高濃度になると心不全になることから、動物に対する安楽死などの目的で心停止液としても利用される。また、アメリカ合衆国では薬物による死刑執行時に使用する薬物としても知られる。
死刑の際には、「three drug cocktail」と呼ばれる 3つの薬剤が使用される。意識を喪失させる薬剤（1）、呼吸する筋肉を止める薬剤（2）、心停止させる薬剤（3）の3番目に使用されるが、（1）が正常に機能しなかった場合は、苦痛を感じる。この方法は、手順が煩雑でミスが起きやすい。そのため、残酷で異常な刑罰を課すことを禁じるアメリカ合衆国憲法修正第8条に反するという意見もあり、一度の薬物投与で済むバルビツール酸系の薬物に変える議論も起きている。
多胎妊娠の際の減胎手術にも用いられ、その場合には中絶する胎児に塩化カリウムを注射することによってその胎児を心停止させる。
塩化カリウム錠剤の低湿度での貯蔵はますます困難になっている。しかし、76%の相対湿度で貯蔵された錠剤硬度は増加していないか、わずかに増加していない。2%w/wステアリン酸マグネシウムなどの潤滑剤を添加すると、錠剤硬度と老化時の硬度を低下させることができる。塩化カリウム水溶液は高圧滅菌または濾過により滅菌することができる。塩化カリウムは安定しており、密閉された良好な容器に保管し、日陰で乾燥した場所に保管しなければならない。 

## 製法・産出
水酸化カリウムと塩酸の中和反応によって作ることが可能である。工業的には鉱産物を精製して得られる。 
{\displaystyle {\ce {HCl + KOH -> KCl + H2O}}}
植物はカリウムを栄養素としており燃やして得られた灰から得られる塩（海藻を燃やして得られる藻塩、内陸部で植物を燃やして作られる灰塩）に多くみられる。また、海塩を作る際に出るにがりを構成している成分の一つである。
そして、鉱物として自然産出もし、カリ鉱石として採掘される。鉱物名はカリ岩塩（シルビナイト）。岩塩とともに内陸に閉じ込められた海水や塩湖から析出して鉱床を形成する他、火山の噴気から少量が結晶した状態でも産出する。主要産地は、ベラルーシ、イスラエル、ヨルダン、アメリカ、カナダ、フランス、ドイツ、チリ、ブラジルで、旧共産圏が圧倒的な埋蔵量をもつ。日本の産地は千葉。また、海草からも抽出可能。日本は大半を輸入している。
塩化カリウムの具体的な精製方法はいくつかあることが知られている。まず一つは溶解度の差を用いるもので、混合物を水に溶かし、水を蒸発させつつ連続して結晶化させるものである。この方法の欠点は、熱を加えるのに大きなエネルギーが必要で、コストが高くなりがちだということである。もう一つの方法は、いわゆる浮遊選鉱法である。まず混合物に飽和食塩水を加え、次に空気を懸濁液に吹き込み塩化カリウムの結晶を選択的に気泡に付着させ、その塩化カリウムの泡を表面からすくいとるというものである。塩化ナトリウムの結晶は底に沈んだところを回収する。この方法はコストを抑えることができる。他の方法としては、静電的なプロセスも用いられることがある。